# Siva-kráter
A Siva-kráter egy tengeraljzaton levő képződmény, amely az Indiai-óceánban, Mumbaitól nyugatra található. A Texas Tech University őslénykutatója, Sankar Chatterjee nevezte el Siva, a pusztítás és újjászületés hindu istene után.
A korát körülbelül 66 millió évre becsülik, így egyidős számos más becsapódási kráterrel és a kréta–tercier kihalási eseménnyel (illetve az ezt jelző K-T határral). A képződmény 600 kilométer hosszú és 400 kilométer széles, azonban a terület elmozdult a tengeraljzaton lezajlott változások miatt. A becslés szerint egy ilyen méretű krátert egy 40 kilométer átmérőjű aszteroida vagy üstökös becsapódása hozhatott létre. A Siva-kráter erősíti a „Többszörös becsapódási elmélet” néven ismert elképzelést, ami szerint a K-T kihalást egy hatalmas, széttöredezett aszteroida több helyen történő becsapódása okozta.
A K-T kihalás idején India a Réunion hotspot felett helyezkedett el az Indiai-óceánban. A köpenyből kiáramló láva a földrész egyes részeit bazaltfolyammal árasztotta el, létrehozva a napjainkban Dekkán-trapp néven ismert platót. A feltételezés szerint a kráter vagy a Dekkán-trapp ahhoz a területhez tartozik, ami felelős a térség nagy mennyiségű olaj- és földgázkészletének létrejöttéért.

## Jellemzők

### Geológia és morfológia
Sok más krátertől eltérően a Siva könnycsepp alakú, hossza 600, szélessége 400 kilométer, és szokatlanul négyszögletes. Chatterjee azt feltételezi, hogy a becsapódás alacsony szöge, a határán levő vetődési vonalak és az instabil sziklák vezettek a szokatlan képződmény kialakulásához; más kutatók megjegyezték, hogy a vetődések és a becsapódások megváltoztathatták a kráter alakját. A többi nagy méretű kráterhez hasonlóan a Siva-kráternek koncentrikus gyűrűi vannak, pereme összeomlott, közepén pedig egy kiemelkedés található, ami olyan magas, mint a Mount Everest.
A kráter korát a Dekkán-trapp korából következtették ki, amely nagy mennyiségű irídiumot (egy, a Földön ritkán előforduló, de az aszteroidákban gyakori elemet) tartalmaz. A kráter emellett a közepesnél nagyobb mennyiségű irídiummal keveredett olvadt kvarc és vas-oxid tartalmú alkáli kőzeteket tartalmaz, melyek becsapódási eredetre utalnak. Emellett a K-T határ réteg Indiában egy méter vastag, ami arra is utalhat, hogy a területet elborító agyagréteg egy Indiához közeli aszteroida becsapódása eredményeként jött létre. A határképződmény nagy vastagsága azonban mutathat a feltételezettnél jóval lassabb folyamatra, mivel vastagabb üledéksor így is létrejöhet.

### A Siva és a tömeges kihalás
A Siva-kráternél, a Chicxulub-kráternél és a hasonló becsapódási helyeknél megtalálható jellegzetességek felfedezése ahhoz az elmélethez vezetett, ami szerint a kréta időszak végén több, tömeges kihalási eseményhez vezető becsapódás történt. Bár egyes tudósok úgy vélik, hogy a Chicxulub-becsapódás még azelőtt történt, mielőtt a dinoszauruszok kihaltak volna, a Siva-krátert létrehozó esemény önmagában is elég lehetett egy tömeges kihaláshoz.
Míg Chatterjee biztos abban, hogy a Siva csupán egy volt a számos becsapódás közül, és állítása szerint „a K-T kihalás nyilvánvalóan egy többszörös becsapódás eredménye volt”, addig más tudósok nincsenek meggyőződve sem a többszörös becsapódásról, sem arról, hogy a Siva valóban egy kráter; egy a Nature magazinban megjelent újabb keletű cikk szerint a Silverpit-krátert is egy földfelszínhez közeli üreg beomlása hozta létre.

## Lásd még
- becsapódási kráter
- becsapódási kráterek listája
- ázsiai becsapódási kráterek listája

## Fordítás
- Ez a szócikk részben vagy egészben  a   Shiva crater című angol Wikipédia-szócikk ezen változatának fordításán alapul.  Az eredeti cikk szerkesztőit annak laptörténete sorolja fel. Ez a jelzés csupán a megfogalmazás eredetét és a szerzői jogokat jelzi, nem szolgál a cikkben szereplő információk forrásmegjelöléseként.